# Zdeňka Satranová
Zdeňka Satranová (rozená Burdychová, poprvé vdaná Baudyšová, 22. února 1911 Staré Město nad Metují – 9. července 1942 Pardubice) byla česká odbojářka a spolupracovnice výsadku Silver A popravená nacisty.

## Život

### Civilní život
Zdeňka Satranová se narodila 22. února 1911 v dnešní části Náchoda Starém Městě nad Metují. V únoru 1918 se celá rodina Burdychova včetně Zdeňky přestěhovala na usedlost čp. 168 na Kosteleckých Končinách. Jejím prvním manželem byl Jan Baudyš, se kterým žila v Červeném Kostelci a se kterým měla syna Věnka. Jejím druhým manželem se stal Ladislav Satran, který byl do prostoru Jestřebích hor povolán jako poddůstojník v rámci všeobecné mobilizace v září 1938. Po německé okupaci se Ladislav Satran za Zdeňkou přestěhoval začal pracovat jako řídící učitel na obecné škole v Bohdašíně.

### Protinacistický odboj
Manžel Zdeňky Satranové Ladislav se zapojil do sokolského odboje v rámci skupiny S 21 B. V jeho rámci dne 18. června 1942 poskytli oba manželé v bohdašínské škole úkryt radistovi výsadku Silver A Jiřímu Potůčkovi, který se odsud pokoušel i vysílat. Jeho pobyt se ale dal v malé vsi jen těžko utajit a tak Zdeňka Satranová domluvila Potůčkovi úkryt na usedlosti Burdychových v Kosteleckých Končinách. Již předtím se ale Ladislav Satran pokoušel obstarat jiné místo. Po poradě požádal společně s Josefem Klikarem o pomoc rtyňského lékaře Viléma Dvořáčka, který ale vše nahlásil. Gestapo již tou dobou z výslechů v Pardubicích jméno Satran znalo, ale volné konce spojilo až díky tomuto udání. K zatčení obou manželů došlo dne 30. června 1942 v bohdašínské škole, radista Potůček ale byl tou dobou dva dny pryč. Při mučení ale bohužel Ladislav Satran jeho nové působiště prozradil což stálo život několik Zdeňčiných rodinných příslušníků a nakonec i Potůčka samotného. Manželé Satranovi a další Zdeňčini příbuzní byli popraveni 9. července na pardubickém Zámečku, jejich těla byla spálena v pardubickém krematoriu a popel vhozen do Labe.
Jména manželů Satranových jsou uvedena na pomníku obětem 2. světové války v Bohdašíně, na pamětní desce na budově bohdašínské restaurace a jsou jim věnovány Kameny zmizelých umístěné před pomníkem obětí druhé světové války v Bohdašíně

## Rodina
Bratr Zdeňky Satranové Antonín Burdych mladší byl gestapem zastřelen při útěku v den zátahu na Kosteleckých Končinách 30. 6. 1942. Její otec Antonín Burdych starší, matka Josefa Burdychová a bratrova manželka Milada Burdychová (roz. Kolertová) byli popraveni ve stejný den a na stejném místě jako manželé Satranovi. Syn Zdeňky Satranové z prvního manželství Věnek Baudyš byl předán do výchovy svému otci, později se stal autorem kuchařských knih.